# Brachymenium hornschuchianum
Brachymenium hornschuchianum là một loài rêu trong họ Bryaceae. Loài này được Mart. mô tả khoa học đầu tiên năm 1834.